# Cambundi Catembo
Cambundi Catembo é uma cidade e município da província de Malanje, em Angola.
Tem 15 000 km² e cerca de 59 mil habitantes. É limitado a norte pelos municípios de Caculama e Xandel, a leste pelo município de Quitapa, a sul pelos municípios de Luquembo e Capunda, e a oeste pelo município de Cangandala.
O município é constituído pela comuna-sede, correspondente à cidade de Cambundi Catembo, e pela comuna de Dumba Cambango. Até setembro de 2024 seu território continha as comunas de Quitapa e Tala Mungongo.
Até 1975 teve a designação de "Nova Gaia".